# André Jaud
Pour les articles homonymes, voir Jaud.
André Jaud, né le 16 avril 1935 à La Merlatière (Vendée), est un entrepreneur français, passionné d'aviation et membre du groupement E.Leclerc.

## Biographie

### L'aventure E.LECLERC

Logotype des magasins E.Leclerc de 1949 à 2012

Logotype des magasins E.Leclerc depuis 2012

André Jaud est né dans une famille de cultivateurs vendéens. Il effectue son service militaire en 1956 en Algérie dont il revient blessé à la main droite.
Il abandonne l'agriculture et la ferme et travaille à Nantes, tout d'abord dans une minoterie, puis pendant sept ans dans l’imprimerie de Pierre Simoneau. Simultanément, il adhère à la CGT où il s’occupe plus particulièrement de la coopérative d’achat du syndicat.
En 1962, il fait venir chez Pierre Simoneau son beau-frère Michel Payraudeau.
En 1964, il ouvre une épicerie sous l’enseigne Egé à Nantes d'une surface de 100 m2. En parallèle, il suit les cours à la Chambre de commerce et d’industrie pour y apprendre le métier. En 1967, alors qu'il cherche à ouvrir un nouveau point de vente plus important, il se rapproche du groupe E. Leclerc qui est en pleine conversion vers le supermarché, et en expansion géographique.
André Jaud ouvre en janvier 1968 à Saint-Sébastien-sur-Loire près de Nantes, un supermarché de 500 m2 sous l’enseigne E. Leclerc, après avoir vendu son premier magasin. En octobre 1968, il cède son magasin de Saint-Sébastien à un adhérent Leclerc et ouvre un supermarché de 1 200 m2 à Laval, baptisé Lavaldis.
En septembre 1969, Jean-Pierre Le Roch en désaccord sur le développement du groupe avec Édouard Leclerc, décide de le quitter et entraine avec lui 75 distributeurs indépendants, représentant 95 magasins. André Jaud hésite, rencontre Édouard Leclerc et adhère à sa vision du Mouvement et entraîne notamment avec lui ses proches : Michel Payraudeau et Joseph Fourage. Il devient un des principaux collaborateurs d’Édouard Leclerc.
En 1972, il entreprend de s’implanter à Flers. L'ouverture de son magasin de 2 000 m2 est fortement controversée, et il se confronte à l'opposition du CIDUNATI. Cette implantation donnera lieu à un documentaire télévisé. En 1973, il ouvre un second hypermarché de 3 500 m2 à Laval baptisé Nicodis. Une polémique aura lieu à ce sujet entre Édouard Leclerc, et Robert Buron, maire de Laval. Il agrandira ensuite ses deux magasins de Laval.
Il est considéré comme l’un des artisans principaux du développement du Mouvement dans l'Ouest de la France. Impressionné par les hypermarchés ouverts par Carrefour dans les années 1960, il a, dès 1970, engagé le Mouvement à prendre la route de l’hypermarché, notamment en encourageant les agrandissements. Il a également accompagné et guidé Michel-Édouard Leclerc à partir de 1978 dans son apprentissage et de prise en main du groupement Leclerc. André Jaud lui propose en 1979 la mission de développer une société d'importation -future SIPLEC - afin de rendre indépendant l'approvisionnement en carburant des supermarchés qu'il accepte.
Son frère Hilaire dirige deux hypermarchés à La Roche-sur-Yon, son beau-frère Michel Payraudeau s'est implanté dans la région nantaise et son cousin, Rémy Nauleau, dirige les deux plus grands Leclerc de France, à Toulouse. Il est un des "parrains" les plus actifs de l'enseigne, permettant à de nombreux apprentis entrepreneurs de devenir propriétaires de leur centre Leclerc, notamment à Perpignan, Nevers, Clermont Ferrand...
André Jaud a été classé en 2002 parmi les 500 premières fortunes de France par le magazine économique Challenges.
André Jaud prend sa retraite en 2014 à Laval où il possède le château du Bois Gamast. Il a également investi (et défiscalisé) dans des projets immobiliers et hôteliers à Saint-Martin dans les Antilles.

### L'aviation

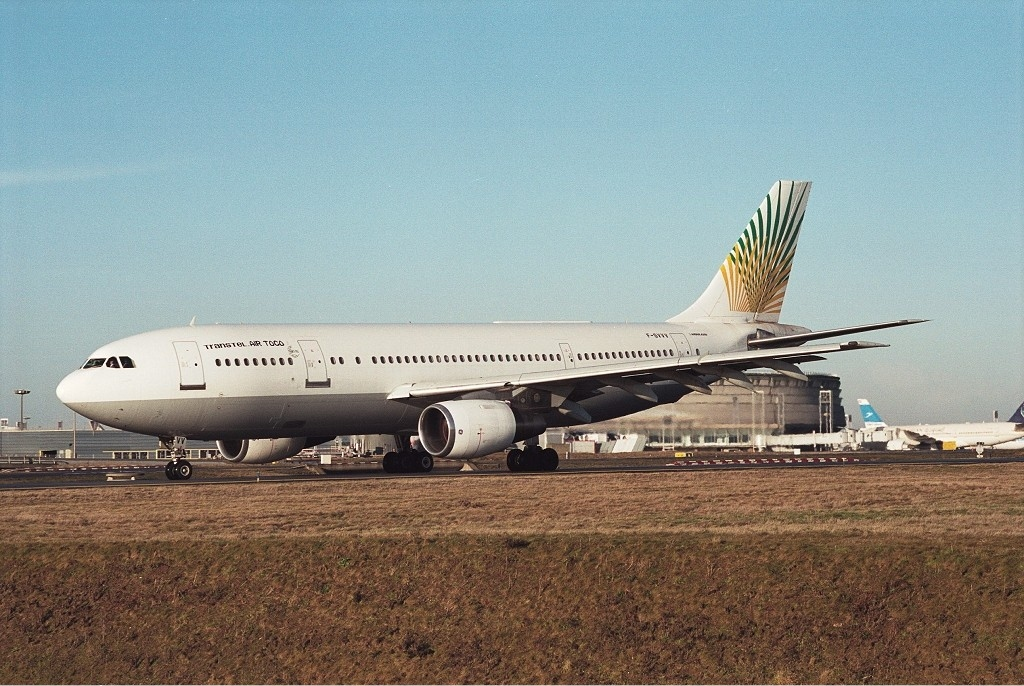
L'Airbus A300 F-GVVV en 2001

Logotype du Stade Levallois Mayenne FC

Passionné d'aviation, André Jaud possède son propre avion (un Pilatus en 2003).
Il a été gérant de la société familiale H.A.M Loc qui possédait des Airbus A300 (immatriculés F-GVVV, C/N n° 69 et F-OHLE C/N n° 31) et loués à la société d'aviation Eagle Aviation France basée sur l'aéroport de Saint-Nazaire, dont il était également actionnaire par le biais de ses magasins E.LECLERC Nicoadis et Lavaldis avec Manuel Garbaccio et sa famille et Franck Chatellier.
Sa fille Stéphanie Jaud a été également gérante de la société H.A.M. LOC et salariée de la compagnie Eagle Aviation France. Elle a été directrice générale de la compagnie aérienne Océan Airways qu'elle a créée avec Franck Chatellier.

### Le sport
André Jaud est également actionnaire au Stade Lavallois Mayenne FC évoluant en Ligue 2 de football professionnel,.